# Andrena subchalybea
Andrena subchalybea là một loài Hymenoptera trong họ Andrenidae. Loài này được Viereck mô tả khoa học năm 1916.